# Zoológico de Chiang Mai
El Zoológico de Chiang Mai (en tailandés: สวนสัตว์เชียงใหม่) es un zoológico de 81 hectáreas, ubicado en el camino de Huay Kaew, Chiang Mai, Tailandia, al norte de la universidad de Chiang Mai. Es el primer parque zoológico comercial en el norte de Tailandia, y se estableció el 16 de junio de 1977.
En 1950, el gobierno de EE. UU. envió asesores militares para entrenar a la policía tribal en la frontera de Tailandia. Entre ellos estaba el joven Harold Mason, hijo de misioneros estadounidenses, que había nacido en Birmania. Este joven comenzó a ayudar a los animales heridos, y su colección comenzó a recibir visitantes. El gobierno provincial de Chiang Mai acondicionado un lugar de 9,7 hectáreas en la base de la montaña Suthep, y la instalación se abrió al público en 1957.
Cuando Young murió en 1974, la propiedad pasó a manos de la provincia de Chiang Mai. El zoológico se amplió hasta las actuales 81 ha, transferidas a la Organización de Parques Zoológicos bajo el patrocinio del rey de Tailandia, y abrió sus puertas como el zoológico oficial de Chang Mai en 1977.